# Jurang Manggu Barat
Jurang Manggu Barat is een bestuurslaag in het regentschap Tangerang Selatan van de provincie Banten, Indonesië. Jurang Manggu Barat telt 40.269 inwoners (volkstelling 2010).